# Mario Soffici

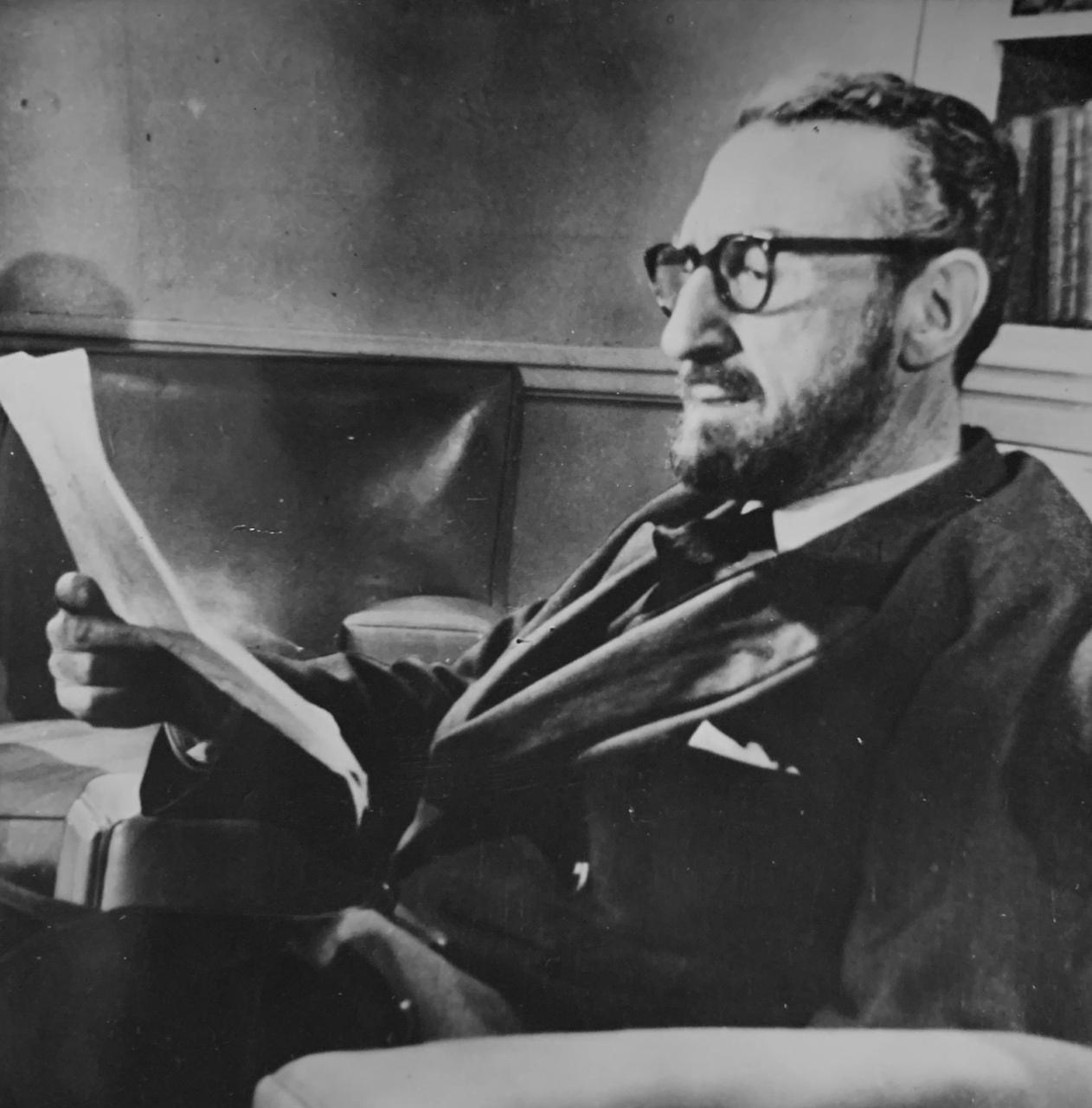
Mario Soffici (1964)

Mario Soffici (Florencia, 14 de mayo de 1900 - Buenos Aires, 10 de mayo de 1977) fue un director, actor y guionista de cine italiano radicado en la Argentina, uno de los cineastas más celebrados e influyentes de la Época de Oro del cine argentino. Fue uno de los fundadores de la entidad Directores Argentinos Cinematográficos en 1958.

## Biografía
Nacido en Florencia en el 1900, llegó a la Argentina a los nueve años. Se recibió de técnico electrónico, pero a los 28 años ya era un actor consagrado de teatro clásico, y en una gira por Barcelona conoció al director José Ferreyra; los dos quedaron fascinados con el cine sonoro y conversaron sobre el proyecto de filmar en Buenos Aires, una vez que conocieran la técnica. Estudió cine desde el punto de vista técnico, según contaba: iba a ver cómo se filmaba y después veía los negativos revelados y analizaba críticamente los resultados, intentando descubrir las leyes de la cinética. 
Lo que le interesaba investigar es la conexión entre la imagen proyectada y la capacidad del ojo para ver, ya que él sí tenía experiencia en el arte de narrar. Otros directores de la época se contentaban con filmar lo que pasara, mientras que Soffici fue un maniático en investigar todas las posibilidades de insinuar que tenía la cámara. A diferencia de Romero, tiene para filmar una minucia obsesiva. 
Filmó 40 películas y trabajó como actor y como supervisor en algunas películas de Argentina Sono Film. Su debut en largometrajes es Alma de bandoneón (1934). Filmó, dentro de este género Puerto Nuevo (1935), La cabalgata del circo (1944) y Pasó en mi barrio (1951) y, dentro de las películas de “divas”, primeros planos famosos con las caras de Zully Moreno (Celos, La gata, La dama del mar) y de Amelia Bence en El pecado de Julia.
Para los proyectos propios, Soffici va a tener en cuenta libros de sus amigos escritores. La búsqueda de esta etapa culminó en la producción más importante de la década del 30: Prisioneros de la tierra (1939), "abierta denuncia de la explotación inhumana en los yerbatales, a la cual se incorpora la naturaleza como un protagonista más del drama” dice el estudioso Octavio Getino, en su libro Cine Argentino, entre lo posible y lo deseable. Prisioneros de la tierra es la película que lo consagra como director de cine “social”. 

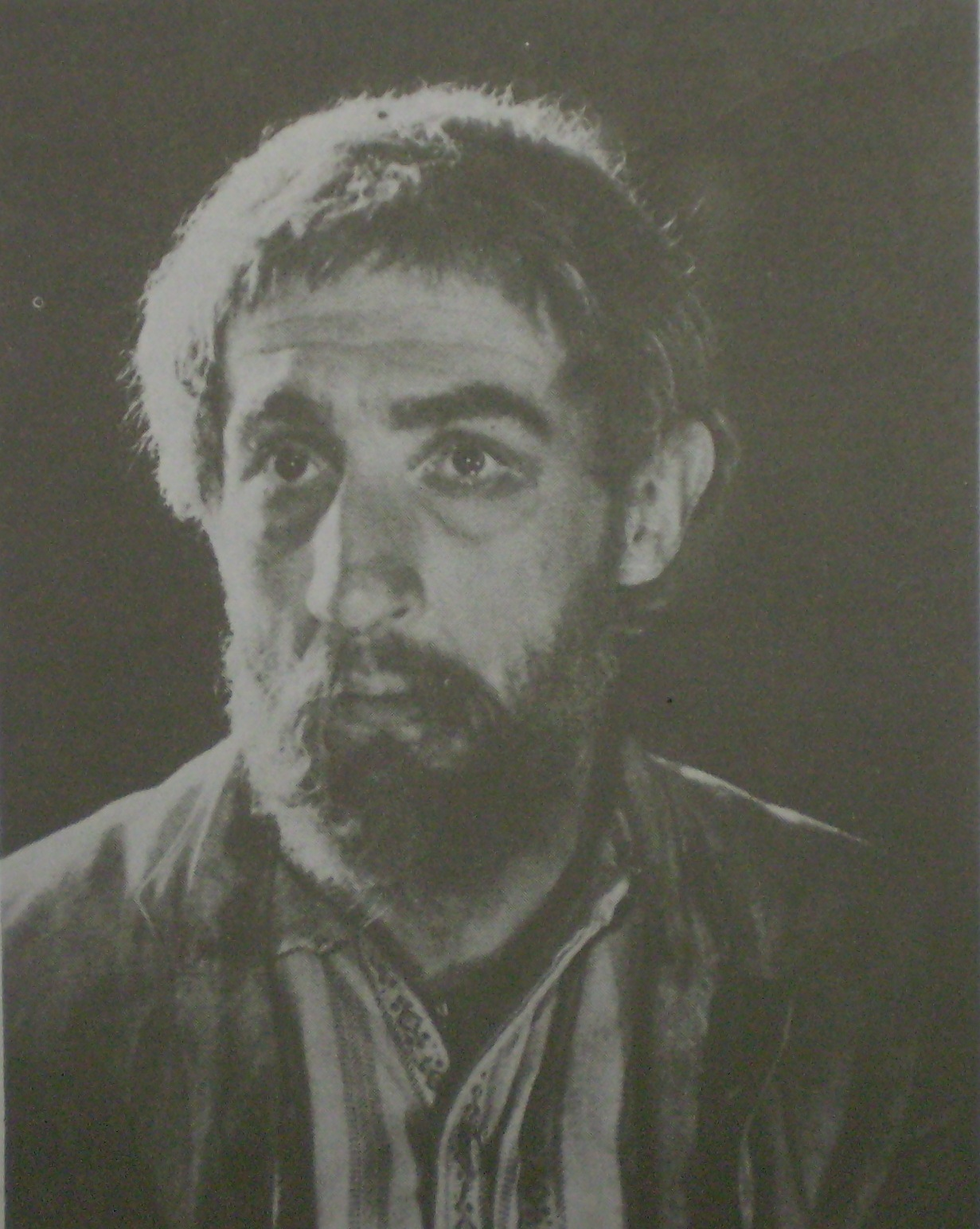
Interpretando "El linyera" 1933.

Soffici fue la figura principal de la década del 30: provenía del teatro y se había acercado a su colega, el "Negro" Ferreyra, para conocer el manejo cinematográfico. Soffici poseía, sin embargo, algo más que rigor cinematográfico: lo guiaba la voluntad de indagar en los temas nacionales con gran respeto hacia los valores culturales, evitando fáciles esquematismos. Ese afán aparece ya en Viento norte (1937), drama rural sobre los conflictos sociales y humanos del peón de campo. 
Lo continuó en Kilómetro 111 (1938), en el que abordó la explotación que ejercían los intermediarios acopiadores sobre los agricultores, en el marco imperial del manejo de los ferrocarriles nacionales. Mención especial merece El camino de las llamas (1941). Filmada en Mendoza, le dio la oportunidad de recorrer toda la provincia, hurgar por toda la cordillera y encontrar en Tupungato el mejor lugar para hacer el cruce de los animales. Esta fue una característica de su filmografía: amaba el “interior”, el aire libre, la naturaleza.
Cuando le preguntaron a Soffici la razón de la acumulación en su filmografía de obras débiles entre 1947 y 1956 (los años del gobierno de Juan Domingo Perón) contestó que el clima de esa época no favorecía la expresión. 
En 1973, con el retorno transitorio de la democracia, el presidente peronista Héctor J. Cámpora designó a Hugo del Carril y a Mario Soffici para dirigir el Instituto de Cine que, con la dirección operativa de Soffici, desarrolló una importante tarea para revitalizar el cine nacional, destruido por la dictadura de Juan Carlos Onganía y Alejandro Agustín Lanusse. Se elaboró un proyecto de Ley de Cine que fomentaba la producción nacional y apuntaba a reconquistar los mercados hispanohablantes, se preveía la producción regionalizada, la capacitación de los técnicos y estudiantes en circuitos de exhibición en Latinoamérica.
Se abolió la censura que se había ensañado con la producción nacional y extranjera. Durante su gestión se incrementó la producción nacional: 39 películas en 1973 y 40 en 1974. Se inició la preproducción de películas como La Patagonia rebelde de Héctor Olivera, Quebracho de Ricardo Wüllicher, La Raulito de Lautaro Murúa, La tregua de Sergio Renán. Ese clima de libertad y creatividad se terminó al asumir la presidencia María Estela Martínez de Perón a  raíz de la muerte de Perón. Soffici se enteró  a través de la prensa de que había dejado de ser director del Instituto.

## Filmografía

### Director
- Muñeca  (1924)  (cortometraje, ensayo experimental en 16 mm)
- Noche federal (1932) (cortometraje en 35 mm)
- El alma del bandoneón (1935)
- La barra mendocina (1935)
- Puerto Nuevo (1936)
- Cadetes de San Martín (1937)
- Viento Norte (1937)
- Kilómetro 111 (1938)
- El viejo doctor (1939)
- Prisioneros de la tierra (1939)
- Héroes sin fama (1940)
- Cita en la frontera (1940)
- Yo quiero morir contigo (1941)
- El camino de las llamas (1942)
- Vacaciones en el otro mundo (1942)
- Cuando la primavera se equivoca (1942)
- Tres hombres del río (1943)
- Despertar a la vida (1945)
- La cabalgata del circo (1945)
- Besos perdidos (1945)
- La pródiga (1945)
- Celos (1946)
- El pecado de Julia (1947)
- La gata (1947)
- La Secta del trébol (1948)
- Tierra del Fuego (1948)
- La barca sin pescador (1950)
- El extraño caso del hombre y la bestia (1951)
- La indeseable (1951)
- Pasó en mi barrio (1951)
- Ellos nos hicieron así (1953)
- Una ventana a la vida (1953)
- La dama del mar (1954)
- Mujeres casadas (1954)
- Barrio gris (1954)
- El hombre que debía una muerte (1955)
- El curandero (1955)
- Oro bajo (1956)
- Rosaura a las diez (1958)
- Isla brava (1958)
- Chafalonías (1960)
- Propiedad (1962)

### Guionista
- El alma del bandoneón (1935)
- La barra mendocina  (1935)
- Viento Norte  (1937)
- Con las alas rotas  (1938)
- La cabalgata del circo (1945)
- Una ventana a la vida  (1953)
- La dama del mar  (1954)
- Barrio gris  (1954)
- Oro bajo (1956)
- Rosaura a las diez (1958)
- Isla brava  (1958)
- Los acusados  (1960)
- Propiedad  (1962)

### Actor
- Los muchachos de antes no usaban arsénico (1976) .... Martín
- Un elefante color ilusión (1970)
- Maternidad sin hombres (1968)
- Una excursión a los indios ranqueles (1963)
- Propiedad (1962)
- Esta tierra es mía (1961) .... Anselmi
- Los acusados (1960)
- Rosaura a las 10 (1958)
- Isla brava (1958)
- Oro bajo (1956)
- El curandero (1955)
- Barrio gris (1954) .... don Gervasio
- Una ventana a la vida (1953)
- El extraño caso del hombre y la bestia (1951)
- Tierra del Fuego (1948)
- Calles de Buenos Aires (1934)
- El linyera (1933)
- Muñequitas porteñas (1931) .... Don Antonio